# Xavier Van Slembroeck
Xavier Van Slembroeck o Vanslambrouck (Lichtervelde, Flandes Occidental, 8 de juliol de 1912 - Flint, Michigan, 28 d'abril de 1972) fou un ciclista estatunidenc d'origen belga, professional des del 1932 fins al 1940. Es va especialitzar en les curses de sis dies, en què en va guanyar 2.

## Palmarès
- 1932
  - 1r als Sis dies de Vancouver (amb Francis Elliott)
- 1934
  - 1r als Sis dies de Milwaukee (amb Fred Ottevaire)